# Dekanat Kraśnik
Dekanat Kraśnik – jeden z 28 dekanatów w rzymskokatolickiej archidiecezji lubelskiej.

## Parafie
W skład dekanatu wchodzi 10 parafii:
- parafia MB Bolesnej – Kraśnik
- parafia Miłosierdzia Bożego – Kraśnik-Osiedle Piaski
- parafia św. Antoniego Padewskiego – Kraśnik
- parafia św. Józefa Robotnika – Kraśnik
- parafia Wniebowzięcia NMP – Kraśnik
- parafia św. Jana Marii Vianneya – Polichna
- parafia Miłosierdzia Bożego – Rudnik Szlachecki
- parafia Świętego Krzyża – Rzeczyca Księża
- parafia Trójcy Przenajświętszej i MB Częstochowskiej – Stróża-Kolonia
- parafia św. Jana Chrzciciela – Wilkołaz

na terenie dekanatu znajduje się 1 kościół rektoralny:
- kościół rektoralny Świętego Ducha – Kraśnik

## Sąsiednie dekanaty
Bełżyce, Urzędów, Zaklików (diec. sandomierska), Zakrzówek